# Swedish Open 2022
Swedish Open 2022 — тенісний турнір, що проходив на кортах з твердим покриттям у місті Бостад, Швеція з  11 липня. Належав до категорії ATP 250.

## Фінальна частина

### Чоловіки, одиночний розряд
Франсіско Черундоло —  Себастьян Баес 7–6(7–4), 6–2

### Чоловіки, парний розряд
Рафаель Матос /  Давід Веґа Ернандес —  Сімоне Болеллі /  Фабіо Фоніні 6–4, 3–6, [13–11]